# Gaspare Firriolo
Gaspare Firriolo (tätig 2. Hälfte des 18. Jahrhunderts in Palermo) war ein Bildhauer und Stuckateur des Klassizismus auf Sizilien.

## Leben
Gaspare Firriolo war der jüngere Bruder des Stuckateurs Giuseppe Firriolo. Er erhielt seine Ausbildung in der Werkstatt von Procopio Serpotta, dessen Mitarbeiter er auch häufig war. Seine Tätigkeit beschränkte sich auf die engere Umgebung von Palermo. Sein wichtigstes Werk ist die Skulpturengruppe „Vier Jahreszeiten“ im Botanischen Garten von Palermo.

## Werke
- Chiesa Tre Re (Palermo): Stuckdekoration mit Procopio Serpotta
- Chiesa Santa Ninfa dei Crociferi (Palermo): Martyrium der Santa Ninfa
- Santa Maria degli Angeli (Palermo): Skulpturen David und Jesaja
- San Matteo al Cassaro (Palermo): Stuckdekoration nach Entwürfen des Architekten Tommaso Sanseverino
- San Stanislao Kostka (Palermo): Stuckdekoration
- Sant’Ignazio all’Olivella (Palermo): Stuckdekoration (mit Giuseppe Firriolo)
- Chiesa Madre (Misilmeri): Stuckdekoration (mit Giuseppe Firriolo)
- Villa Trabia (Bagheria): Stuckdekoration nach Entwürfen von Tommaso Sanseverino